# Ō no Yasumaro
Ō no Yasumaro (太 安万侶) (?-723) était un noble, bureaucrate et chroniqueur japonais. Il est possible qu’il ait été le fils d’Ō no Honji (多 品治), un participant à la guerre de Jinshin en 672.
Il est célèbre principalement pour avoir compilé et édité, avec l’assistance d’Hieda no Are, le Kojiki, généralement considéré comme le plus ancien écrit japonais existant encore de nos jours. L’impératrice Gemmei avait chargé Yasumaro décrire le Kojiki en 711, en utilisant les chroniques des clans et les mythes japonais, dont les faits relatés ne s’accordaient pas toujours. Il fut terminé l’année suivante en 712.
Après la rédaction du Kojiki, il serait devenu, en 715, fonctionnaire de quatrième rang inférieur puis, l’année suivante, chef du département ministériel de la population.
Yasumaro a probablement aussi joué un rôle important dans la compilation du Nihon Shoki qui fut complété en 720.
Il devint chef de son clan en 716 avant de s’éteindre en 723.

## Source de la traduction
- (en) Cet article est partiellement ou en totalité issu de l’article de Wikipédia en anglais intitulé « Ō no Yasumaro » (voir la liste des auteurs).

- Notices d'autorité :   - VIAF
  - ISNI
  - IdRef
  - LCCN
  - GND
  - Italie
  - Japon
  - CiNii
  - Pays-Bas
  - Israël
  - Norvège
  - Corée du Sud
  - WorldCat